# 塞斯科
塞斯科（法語：Cescau，法語發音：[sɛsko]）是法国大西洋比利牛斯省的一个市镇，属于波城区。

## 地理
塞斯科（43°24'38"N, 0°30'1"W）面积7.98 平方千米，位于法国新阿基坦大区大西洋比利牛斯省，该省份为法国东南部省份，涵盖了贝阿恩与北巴斯克，西临大西洋比斯開灣，北至朗德省，东北接热尔省，东临上比利牛斯省，南与西班牙接壤。
与塞斯科接壤的市镇（或旧市镇、城区）包括：布加尔贝、布穆尔、卡斯泰德卡米、当甘、蒙雷若堡、马兹罗勒、塞尔圣玛丽、维耶勒纳沃-达尔泰兹。

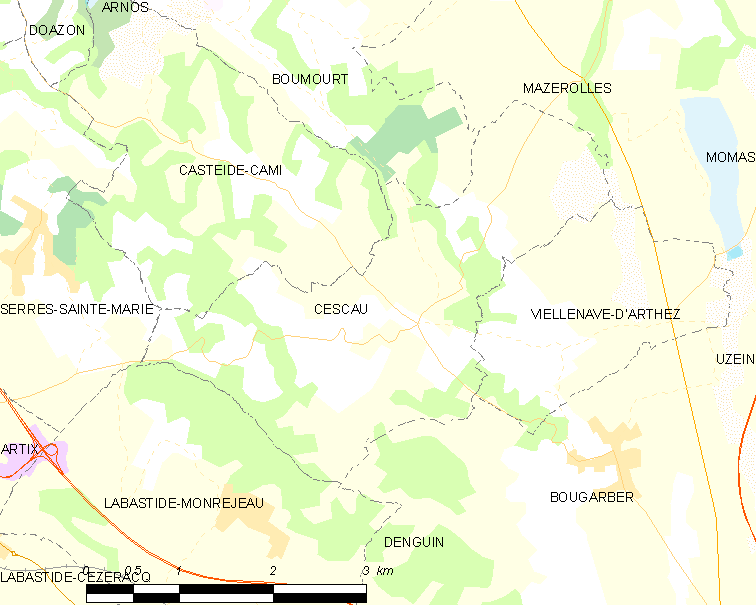
塞斯科的OSM定位图

塞斯科的时区为UTC+01:00、UTC+02:00（夏令时）。

## 行政
塞斯科的邮政编码为64170，INSEE市镇编码为64184。

## 政治
塞斯科所属的省级选区为阿尔蒂克斯和苏贝斯特尔地区县。

## 人口

1962-2008年间塞斯科人口变化图示

塞斯科于2022年1月1日时的人口数量为624人。